# Костел святого Яна з Кентів (Лошнів)
Костел святого Яна з Кентів у Лошневі — культова споруда, парафіяльний римо-католицький храм у селі Лошнів Тернопільської области України.

## Відомості
- 1816 — у селі згадується мурована приватна каплиця.
- 1869 — створена капеланія (богослужіння здійснювались у греко-католицькій церкві).
- 19 серпня 1870 — затверджено проєкт сучасного мурованого костелу.
- 1870—1873 — тривало будівництво святині за кошти В. Баворовського та місцевих парафіян, який освятили 1873 (повторно 1890).
- 1945—1991 — радянська влада перетворила храм на склад хімікатів.
- 2022 — освячено відновлений костел[1].

## Настоятелі
- о. Анатолій Заячківський[1].